# Tantniś krzyżowiaczek
Tantniś krzyżowiaczek (Plutella xylostella) – pospolity, kosmopolityczny gatunek owada z rodziny tantnisiowatych (Plutellidae). Żeruje na roślinach kapustowatych, a w latach masowego pojawienia może powodować duże szkody.

## Opis
Imago ma ciało długości około 8 mm, a rozpiętość skrzydeł od 15 do 18 mm. Jego przednia para skrzydeł jest jasnobrązowa, a na tylnym brzegu znajduje się jasna linia. Tylne skrzydła są szare i mają na brzegu długą strzępinę. Gąsienica jest cała zielona z wyjątkiem czarnej głowy. Jajo jest żółte i owalne o długości 0,5 mm.

## Cykl rozwojowy
Poczwarki zimują w kokonach w różnych roślinach i pod korą drzew. Wiosną motyle składają jaja na roślinach kapustowatych: chwastach, a później również i na roślinach uprawnych. Samica składa około 200 jaj na dolnej stronie liścia, wzdłuż nerwu. Młode gąsienice początkowo żerują wewnątrz liści, a następnie na zewnątrz. Na liściach też się przepoczwarczają. Dla tego gatunku zero fizjologiczne wynosi 9,8 °C, a suma temperatur efektywnych 380 °C. Gąsienice można znaleźć w okresie od czerwca do połowy września. W Polsce występują 3 pokolenia. Stopniowe ocieplanie się klimatu sprawia, że szkodnik jest w stanie wytwarzać większą liczbę pokoleń

## Szkodliwość
Gąsienice tantnisia odżywiają się wieloma roślinami kapustowatymi. Larwy pierwszego wiosennego pokolenia żerują w różach kalafiorów i wyjadają tkankę miękiszową w liściach sercowych. Powoduje to powstanie dziur w liściach oraz – w przypadku dużej liczby owadów – ich niszczenie. Pierwsze pokolenie gąsienic tego owada jest szczególnie liczne i szkodliwe. Uszkodzenia roślin wywołane przez tantnisia krzyżowiaczka mogą być błędnie przypisane innym owadom: pchełkom, rolnicom, piętnówkom, bielinkom oraz gnatarzowi rzepakowcowi. Próg ekonomicznej szkodliwości wynosi 1 larwa na 1 roślinie.

## Zwalczanie

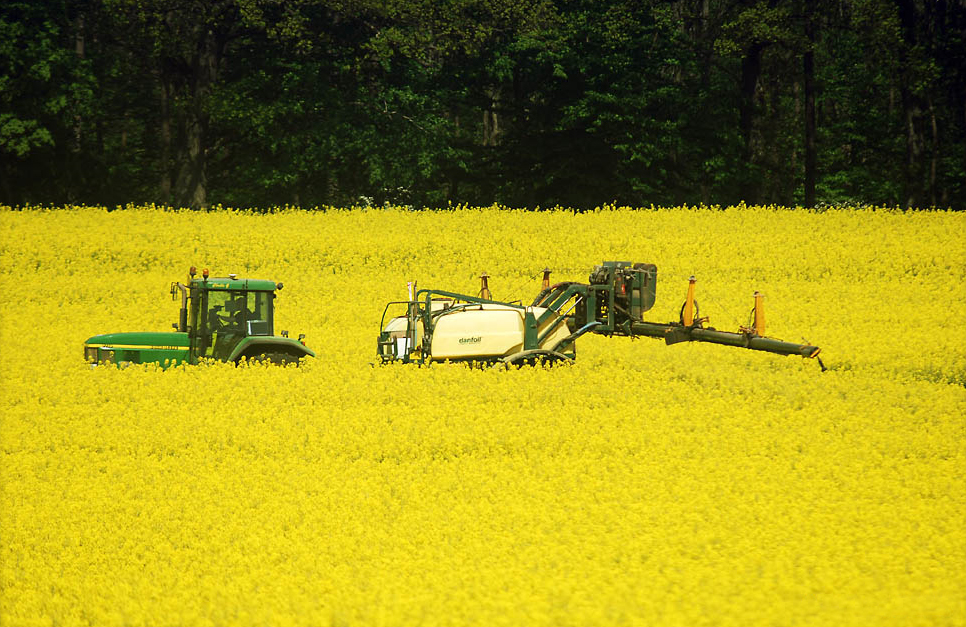
Jedną z substancji aktywnych zalecanych do zwalczania tantnisia jest chloropiryfos

Zwalczanie tego owada polega na: wykonywaniu głębokiej orki przedzimowej, usuwaniu chwastów z rodziny kapustowatych oraz stosowaniu insektycydów w momencie wylęgu pierwszych larw (BBCH 12-19). Dopuszczone do obrotu w Polsce insektycydy przeciw tantnisiowi krzyżowiaczkowi zawierają w swym składzie następujące substancje czynne: cypermetrynę, lambda-cyhalotrynę i indoksakarb. W krajach rozwijających się wysoką skuteczność wykazuje ekstrakt z palczatki wełnistej. Coraz większą popularnością cieszą się biologiczne środki ochrony - w przypaku tantnisia rozwiązaniem mogą być pożytecznie nicienie będące pasożytami owadów.